# Genevekonferencen (1954)
Genevekonferencen i 1954 var en international fredskonference om de væbnede konflikter i Korea, Fransk Indokina og Vietnam, der blev afholdt i Geneve 26. april – 21. juli 1954.
I den første del af konferencen (26. april – 15. juni 1954), hvor konflikten i Korea blev behandlet skete intet afgørende gennembrud, og konfliktens parter udviste udpræget modstand mod at give indrømmelser. Opdelingen af Korea i Nordkorea og Sydkorea langs den 38. breddegrad blev således opretholdt.
I den anden del af konferencen (8. maj – 21. juli 1954), forgik forhandlinger om afslutning af krigen i det tidligere Fransk Indokina. Deltagerne i denne del af konferencen var Frankrig, England, USA, Kina, Sovjetunionen, Laos, Cambodja, Viet Minh (Nordvietnam) og Sydvietnam.
Flere af de deltagende parter anerkendte ikke hinanden officielt, men da det var den vietnamesiske frihedsbevægelse, der havde besejret kolonimagten Frankrig, var ændringer af magtstrukturen i regionen uundgåelig.
Konferencens afsluttende vedtagelser forelå kun som vage konkrete skriftlige formuleringer, hvoraf kun få blev underskrevet. Blandt de mundtlige erklæringer var de mest betydningsfulde:
- Etablering af våbenstilstand i hele regionen.
- Deling af Vietnam ved 17. breddegrad
- Parlamentsvalg el. folkeafstemning om genforening af Vietnam afholdes inden udgangen af juli 1956 (blev aldrig afholdt pga. modstand fra USA og Sydvietnams regering)

Konferencen markerede en stort set total afvikling af Frankrigs engagement i Indokina, men konferencen markerede samtidig en indledning på USAs aktive engagement i regionen og hurtigt herefter en aktiv indtræden i den væbnede konflikt.